# Anemonin
Anemonin är ett giftigt ämne som fås av backsippa eller andra arter inom ranunkelfamiljen.
Ämnet framställs genom destillation med vattenånga och kan lätt hydrolyseras till en dikarboxylsyra.
Ämnet tillskrives kramplösande egenskaper och kan användas mot hjärtsjukdomar och astma.